# 石谷山 (藤枝市)
石谷山（いしだにやま）は、静岡県藤枝市瀬戸ノ谷にある山。別名・びく石山。単にびく石と呼ばれることもある。標高526メートル。

## 概要
藤枝市北西部、朝比奈川水系と瀬戸川水系の間の山地にある。石谷山という本名よりびく石の愛称の方が親しまれているというが、「びく石」は本来この山の山頂にある巨大な角礫岩の岩塊のことを指す。山頂付近にはびく石以外にも「夫婦岩」や「滝見岩」・「がま石」・「富士見石」などの多くの岩が見られる。ハイキングコースとして整備されており、朝比奈川側の同市岡部町新舟（にゅうぶね）や上大沢、瀬戸川側の市之瀬・びく石牧場など複数の登山口がある。
なお「びく」とは茶摘みに使う竹籠のことで、遠方から見ると山頂の形がびくを伏せたように見えるのが山名の由来という。

## アクセス
参考文献より。休憩時間等は含まれていない。
- 藤枝駅→（バス30分）→西北小学校バス停→（30分）→上大沢→（20分）→笹川峠→（35分）→びく石
- 藤枝駅→（バス30分）→びく石山登山口バス停（市之瀬）→（35分）→水場の建物→（8分）→びく石
- 藤枝駅→（バス35分）→びく石牧場前バス停→（30分）→井伊家の元屋敷→（28分）→びく石
- 焼津駅→（バス40分）→新舟バス停→（15分）→駐車場→（65分）→びく石